# سگ شکاری (ترانه)
«سگ شکاری» (به انگلیسی: Hound dog) ترانه‌ای معروف است با صدای الویس پریسلی و نوشته شده توسط دو ترانه سرای معروف جری لیبر و مایک استولر است. ژانر آن موسیقی بلوز و از نوع دوازده میزانی است. اولین بار بیگ ماما تورنتون این ترانه را در سال ۱۹۵۲ اجرا نمود. پس از او این ترانه بیش از ۲۵۰ بار بازخوانی شده است که معروف‌ترین آنها ورژن الویس در سال ۱۹۵۶ است. این ترانه مقام نوزدهم را درمیان پانصد ترانه برتر تاریخ موسیقی در مجله رولینگ استون دارا می‌باشد و نیز با فروشی بیشتر از ۱۰۰۰۰۰۰۰ نسخه، یکی از پرفروشترین ترانه‌های تاریخ موسیقی است.